# Kryterium Asów Polskich Lig Żużlowych im. Mieczysława Połukarda
Kryterium Asów Polskich Lig Żużlowych im. Mieczysława Połukarda – turniej żużlowy rozgrywany w Bydgoszczy, na stadionie Polonii Bydgoszcz, od 1982 (z przerwą w latach 2013-2020), tradycyjnie otwierający sezon żużlowy w Polsce.
Inicjatorem tej imprezy była redakcja Gazety Pomorskiej, która jest fundatorem przechodniej nagrody (koła żużlowego z wplecioną stroną tytułową gazety). Turniej ten nawiązuje do Criterium Asów rozgrywanego w Bydgoszczy w latach 1951–1960. Od roku 1986 impreza ta nosi imię Mieczysława Połukarda, tragiczne zmarłego na bydgoskim stadionie w 1985 roku.
Największa gwiazdą rozegranych dotąd turniejów był Tomasz Gollob, który zwyciężał w tej imprezie aż 14-krotnie (w tym 9 razy z rzędu) w latach 1990–1998, 2000–2003 i 2008. Jego passę zwycięstw przerwał Roman Jankowski z Unii Leszno – trzykrotny zwycięzca tej imprezy (z lat 1986, 1989 i 1999). Trzy razy w Kryterium Asów triumfował także Bartosz Zmarzlik (2021, 2022 i 2024). Po dwa zwycięstwa mają Andrzej Huszcza (1983–1984), Wojciech Żabiałowicz (1985, 1987), Norweg z polskim obywatelstwem Rune Holta, reprezentujący barwy Włókniarza Częstochowa (2004 i 2005), Rosjanin Emil Sajfutdinow (2010 i 2011). Po jednym zwycięstwie mają reprezentanci gospodarzy Marek Ziarnik (1982) i Ryszard Dołomisiewicz (1988), a także reprezentant Włókniarza Sebastian Ułamek (2006), Słoweniec Matej Ferjan (2007), Szwed Andreas Jonsson (2008), Australijczyk Darcy Ward (2012) oraz Rosjanin posiadający polskie obywatelstwo, Artiom Łaguta (2023).
Pierwszym zawodnikiem, któremu udało się wygrać turniej z kompletem pięciu zwycięstw biegowych (15 punktów) był Tomasz Gollob – dokonał tej sztuki 10 razy (mając dwie czteroturniejowe serie bez biegowej porażki) w latach 1990, 1992, 1994–1997, 2000–2003. Drugim żużlowcem, któremu się udało tego dokonać, był Bartosz Zmarzlik - dwukrotnie, w 2022 i 2024 roku. W 1986 Roman Jankowski także nie doznał goryczy porażki, jednak tamten turniej przerwano po 12 biegach i zgromadził on w trzech biegach 9 punktów.
Turniej jest rozgrywany według następującej tabeli biegowej.
W 2013 Kryterium Asów po raz pierwszy od 1982 się nie odbył. Powodem była przedłużająca się zima, która uniemożliwiła zorganizowanie tych zawodów. W późniejszych latach nie odbywał się z przyczyn finansowych (nie uzbierano odpowiedniej kwoty), a także problemów organizacyjnych. 18 października 2020 początkowo zaplanowano kolejną edycję, nazwaną „Turniejem Asów”, jednakże później została odwołana z powodu rosnącej wówczas fali zakażeń COVID-19 w Polsce oraz w samej Bydgoszczy.
Impreza miała wrócić ostatecznie po 9-letniej przerwie do kalendarza żużlowego 29 marca 2021, jednak z powodu niekorzystnych warunków atmosferycznych (mocno padający deszcz) przeniesiono ją na kolejny dzień – 30 marca 2021. Kolejne edycje odbyły się 25 marca 2022 i 26 marca 2023. 
Najbliższa, 35. edycja była pierwotnie planowana na 1 kwietnia 2024, następnie termin uległ zmianie na 31 marca 2024, a w późniejszym czasie został zmieniony na 24 marca 2024.

## Criterium Asów (1951-1960)

### Wyniki
| Nr Turnieju | Data                 | 1 miejsce                              | 2 miejsce                              | 3 miejsce                              |
| ----------- | -------------------- | -------------------------------------- | -------------------------------------- | -------------------------------------- |
| 1 wyniki    | 11 listopada 1951    | Zbigniew Raniszewski Gwardia Bydgoszcz | Janusz Suchecki CWKS Warszawa          | Kazimierz Kurek Gwardia Bydgoszcz      |
| 2 wyniki    | 5 października 1952  | Bolesław Bonin Gwardia Bydgoszcz       | Marian Kuśnierek Unia Leszno           | Tadeusz Fijałkowski Budowlani Warszawa |
| 3 wyniki    | 11 października 1953 | Zbigniew Raniszewski Gwardia Bydgoszcz | Edward Kupczyński Spójnia Wrocław      | Florian Kapała Kolejarz Rawicz         |
| 4 wyniki    | 3 października 1954  | Edward Kupczyński Spójnia Wrocław      | Mieczysław Połukard Spójnia Wrocław    | Zbigniew Raniszewski Gwardia Bydgoszcz |
| 5 wyniki    | 30 października 1955 | Włodzimierz Szwendrowski Sparta Łódź   | Zbigniew Raniszewski Gwardia Bydgoszcz | Andrzej Krzesiński Unia Leszno         |
| 6 wyniki    | 4 listopada 1956     | Florian Kapała Kolejarz Rawicz         | Mieczysław Połukard Gwardia Bydgoszcz  | Tadeusz Teodorowicz Ślęza Wrocław      |
| 7 wyniki    | 8 września 1957      | Marian Kaiser Legia Warszawa           | Jan Malinowski Gwardia Bydgoszcz       | Stanisław Tkocz Górnik Rybnik          |
| 8 wyniki    | 12 października 1958 | Mieczysław Połukard Gwardia Bydgoszcz  | Stanisław Rurarz Śląsk Świętochłowice  | Marian Kaiser Legia Warszawa           |
| 9 wyniki    | 9 sierpnia 1959      | Stanisław Tkocz Górnik Rybnik          | Konstanty Pociejkowicz Sparta Wrocław  | Henryk Żyto Unia Leszno                |
| 10 wyniki   | 15 października 1960 | Marian Rose LPŻ Toruń                  | brak danych                            | brak danych                            |

## Kryterium Asów (od 1982 do dziś)

### Wyniki

#### (1–10) 1982–1991
| Nr Turnieju | Data          | 1 miejsce                               | 2 miejsce                            | 3 miejsce                                    |
| ----------- | ------------- | --------------------------------------- | ------------------------------------ | -------------------------------------------- |
| 1 wyniki    | 28 marca 1982 | Marek Ziarnik Polonia Bydgoszcz         | Piotr Pyszny ROW Rybnik              | Bolesław Proch Polonia Bydgoszcz             |
| 2 wyniki    | 27 marca 1983 | Andrzej Huszcza Falubaz Zielona Góra    | Roman Jankowski Unia Leszno          | Bolesław Proch Polonia Bydgoszcz             |
| 3 wyniki    | 25 marca 1984 | Andrzej Huszcza Falubaz Zielona Góra    | Bolesław Proch Polonia Bydgoszcz     | Edward Jancarz Stal Gorzów Wielkopolski      |
| 4 wyniki    | 24 marca 1985 | Wojciech Żabiałowicz Apator Toruń       | Andrzej Huszcza Falubaz Zielona Góra | Leonard Raba Kolejarz Opole                  |
| 5 wyniki    | 23 marca 1986 | Roman Jankowski Unia Leszno             | Grzegorz Dzikowski Wybrzeże Gdańsk   | Wojciech Żabiałowicz Apator Toruń            |
| 6 wyniki    | 29 marca 1987 | Wojciech Żabiałowicz Apator Toruń       | Eugeniusz Błaszak Unia Tarnów        | Ryszard Dołomisiewicz Polonia Bydgoszcz      |
| 7 wyniki    | 27 marca 1988 | Ryszard Dołomisiewicz Polonia Bydgoszcz | Eugeniusz Skupień ROW Rybnik         | Sławomir Drabik Włókniarz Częstochowa        |
| 8 wyniki    | 19 marca 1989 | Roman Jankowski Unia Leszno             | Zenon Kasprzak Unia Leszno           | Ryszard Franczyszyn Stal Gorzów Wielkopolski |
| 9 wyniki    | 25 marca 1990 | Tomasz Gollob Polonia Bydgoszcz         | Piotr Świst Stal Gorzów Wielkopolski | Antoni Skupień ROW Rybnik                    |
| 10 wyniki   | 24 marca 1991 | Tomasz Gollob Polonia Bydgoszcz         | Jan Krzystyniak Stal Westa Rzeszów   | Andrzej Huszcza Morawski Zielona Góra        |

#### (11–20) 1992–2001
| Nr Turnieju | Data            | 1 miejsce                                 | 2 miejsce                                      | 3 miejsce                                    |
| ----------- | --------------- | ----------------------------------------- | ---------------------------------------------- | -------------------------------------------- |
| 11 wyniki   | 22 marca 1992   | Tomasz Gollob Polonia Bydgoszcz           | Jan Krzystyniak Stal Westa Rzeszów             | Roman Jankowski Unia Leszno                  |
| 12 wyniki   | 21 marca 1993   | Tomasz Gollob Polonia Jutrzenka Bydgoszcz | Andrzej Huszcza Morawski Zielona Góra          | Robert Sawina Apator Elektrim Toruń          |
| 13 wyniki   | 27 marca 1994   | Tomasz Gollob Polonia Jutrzenka Bydgoszcz | Jacek Gollob Polonia Jutrzenka Bydgoszcz       | Joe Screen Włókniarz Częstochowa             |
| 14 wyniki   | 26 marca 1995   | Tomasz Gollob Polonia Jutrzenka Bydgoszcz | Václav Milík bez klubu w Polsce                | Jacek Gomólski Start Gniezno                 |
| 15 wyniki   | 4 kwietnia 1996 | Tomasz Gollob Polonia Jutrzenka Bydgoszcz | Piotr Świst Stal Pergo Gorzów Wielkopolski     | Sebastian Ułamek Włókniarz Malma Częstochowa |
| 16 wyniki   | 23 marca 1997   | Tomasz Gollob Polonia Jutrzenka Bydgoszcz | Jacek Gollob Polonia Jutrzenka Bydgoszcz       | Sławomir Drabik Włókniarz Malma Częstochowa  |
| 17 wyniki   | 29 marca 1998   | Tomasz Gollob Polonia Jutrzenka Bydgoszcz | Piotr Protasiewicz Polonia Jutrzenka Bydgoszcz | Robert Sawina Trilux Start Gniezno           |
| 18 wyniki   | 28 marca 1999   | Roman Jankowski Unia Leszno               | Tomasz Gollob Polonia Jutrzenka Bydgoszcz      | Robert Sawina Trilux Start Gniezno           |
| 19 wyniki   | 26 marca 2000   | Tomasz Gollob Polonia Bydgoszcz           | Robert Sawina Atlas Wrocław                    | Piotr Protasiewicz Polonia Bydgoszcz         |
| 20 wyniki   | 31 marca 2001   | Tomasz Gollob Bractwo Polonia Bydgoszcz   | Piotr Protasiewicz Bractwo Polonia Bydgoszcz   | Krzysztof Cegielski Wybrzeże Gdańsk          |

#### (21–30) 2002–2011
| Nr Turnieju | Data            | 1 miejsce                                      | 2 miejsce                                     | 3 miejsce                                      |
| ----------- | --------------- | ---------------------------------------------- | --------------------------------------------- | ---------------------------------------------- |
| 21 wyniki   | 26 marca 2002   | Tomasz Gollob Point-S Polonia Bydgoszcz        | Piotr Protasiewicz Point-S Polonia Bydgoszcz  | Grzegorz Walasek Włókniarz Candela Częstochowa |
| 22 wyniki   | 28 marca 2003   | Tomasz Gollob Plusssz Polonia Bydgoszcz        | Wiesław Jaguś Apator Adriana Toruń            | Jacek Gollob Plusssz Polonia Bydgoszcz         |
| 23 wyniki   | 21 marca 2004   | Rune Holta Złomrex Włókniarz Częstochowa       | Wiesław Jaguś Apator Adriana Toruń            | Tomasz Bajerski Apator Adriana Toruń           |
| 24 wyniki   | 28 marca 2005   | Rune Holta Złomrex Włókniarz Częstochowa       | Wiesław Jaguś Apator Adriana Toruń            | Mariusz Staszewski ZKŻ Kronopol Zielona Góra   |
| 25 wyniki   | 2 kwietnia 2006 | Sebastian Ułamek Złomrex Włókniarz Częstochowa | Robert Kościecha Budlex Polonia Bydgoszcz     | Krzysztof Buczkowski Budlex Polonia Bydgoszcz  |
| 26 wyniki   | 1 kwietnia 2007 | Matej Ferjan Stal Gorzów Wielkopolski          | Wiesław Jaguś Unibax Toruń                    | Michał Szczepaniak Polonia Bydgoszcz           |
| 27 wyniki   | 30 marca 2008   | Tomasz Gollob Caelum Stal Gorzów Wielkopolski  | Emil Sajfutdinow Polonia Bydgoszcz            | Tomasz Chrzanowski Lotos Gdańsk                |
| 28 wyniki   | 29 marca 2009   | Andreas Jonsson Polonia Bydgoszcz              | Piotr Protasiewicz Falubaz Zielona Góra       | Emil Sajfutdinow Polonia Bydgoszcz             |
| 29 wyniki   | 28 marca 2010   | Emil Sajfutdinow Polonia Bydgoszcz             | Antonio Lindbäck Polonia Bydgoszcz            | Magnus Zetterström GKS Lotos Wybrzeże Gdańsk   |
| 30 wyniki   | 27 marca 2011   | Emil Sajfutdinow Polonia Bydgoszcz             | Tomasz Gollob Caelum Stal Gorzów Wielkopolski | Nicki Pedersen Caelum Stal Gorzów Wielkopolski |

#### (od 31) 2012–
| Nr Turnieju | Data            | 1 miejsce                                              | 2 miejsce                                        | 3 miejsce                                       |
| ----------- | --------------- | ------------------------------------------------------ | ------------------------------------------------ | ----------------------------------------------- |
| 31 wyniki   | 1 kwietnia 2012 | Darcy Ward Unibax Toruń                                | Maciej Janowski Azoty Tauron Tarnów              | Robert Kościecha Polonia Bydgoszcz              |
| 32 wyniki   | 30 marca 2021   | Bartosz Zmarzlik Moje Bermudy Stal Gorzów Wielkopolski | Wadim Tarasienko Abramczyk Polonia Bydgoszcz     | Artiom Łaguta Betard Sparta Wrocław             |
| 33 wyniki   | 25 marca 2022   | Bartosz Zmarzlik Moje Bermudy Stal Gorzów Wielkopolski | Patryk Dudek For Nature Solutions Apator Toruń   | Mikkel Michelsen Motor Lublin                   |
| 34 wyniki   | 26 marca 2023   | Artiom Łaguta Betard Sparta Wrocław                    | Dominik Kubera Platinum Motor Lublin             | Szymon Woźniak ebut.pl Stal Gorzów Wielkopolski |
| 35 wyniki   | 24 marca 2024   | Bartosz Zmarzlik Orlen Oil Motor Lublin                | Szymon Woźniak ebut.pl Stal Gorzów Wielkopolski  | Artiom Łaguta Betard Sparta Wrocław             |
| 36          | 30 marca 2025   | Aleksandr Łoktajew Abramczyk Polonia Bydgoszcz         | Krzysztof Buczkowski Abramczyk Polonia Bydgoszcz | Mikkel Michelsen KS Toruń                       |